# Logaritmische vergelijking
Een logaritmische vergelijking is een speciaal soort wiskundige vergelijking, waarbij de onbekende in het argument of in het grondtal van een logaritme voorkomt.

## Voorbeelden
Voorbeelden van logaritmische vergelijkingen zijn:
{\displaystyle ^{3}\!\log(2x-4)+7=^{4}\!\log(9x)}
{\displaystyle ^{x}\!\log(3)+^{2x}\!\log(16)=^{5}\!\log(3x-17)}
{\displaystyle ^{2}\!\log(2^{x}-1)+x=^{4}\!\log(144)}

## Oplossen van een logaritmische vergelijking
Het oplossen van een logaritmische vergelijking verloopt in drie stappen:
1. Het opstellen van de bestaansvoorwaarden: een logaritme kan alleen van een positief getal (verschillend van 0) en het grondtal moet per definitie positief zijn en ook verschillend van 1.
2. Logaritmen met een verschillend grondtal moeten worden omgezet naar logaritmen met hetzelfde grondtal. Dit kan via volgende formule:
{\displaystyle ^{b}\!\log(x)={\frac {^{a}\!\log(x)}{^{a}\!\log(b)}},}
waarin a een willekeurig grondtal is.
3. Het oplossen van de uiteindelijke vergelijking, rekening houdend met de bestaansvoorwaarden.

### Voorbeeld
Gegeven is volgende vergelijking:
{\displaystyle ^{2}\!\log(3x)=4-^{2}\!\log(x+3)}
De bestaansvoorwaarden zijn:
{\displaystyle 3x>0} en {\displaystyle x+3>0,} wat hetzelfde is als {\displaystyle x>0} en {\displaystyle x>-3,}
dus 
{\displaystyle x>0}
Aangezien de grondtallen dezelfde zijn, wordt nu de vergelijking verder uitgewerkt:
{\displaystyle ^{2}\!\log(3x)=4-^{2}\!\log(x+3)}
{\displaystyle ^{2}\!\log(3x)+^{2}\!\log(x+3)=4}
{\displaystyle ^{2}\!\log \left(3x(x+3)\right)=^{2}\!\log 2^{4}}
{\displaystyle ^{2}\!\log(3x^{2}+9x)=^{2}\!\log 16}
{\displaystyle 3x^{2}+9x=16}
{\displaystyle 3x^{2}+9x-16=0}
Dit is een vierkantsvergelijking met als oplossingen:
{\displaystyle x_{1}={\frac {-9+{\sqrt {273}}}{6}}=1{,}25\ldots } en {\displaystyle x_{2}={\frac {-9-{\sqrt {273}}}{6}}=-4{,}25\ldots }
Gelet op de bestaansvoorwaarde, moet een oplossing groter dan 0 zijn, zodat alleen {\displaystyle x_{1}} een oplossing is van de oorspronkelijke vergelijking.

## Logaritmische vergelijkingen als hulpmiddel
Een logaritmische vergelijking kan de oplossing bieden om moeilijke problemen, zoals exponentiële vergelijkingen met ingewikkelde grondtallen of exponenten, op een eenvoudige wijze op te lossen.

### Voorbeeld
Gegeven is volgende exponentiële vergelijking:
{\displaystyle 3^{4x+5}=5^{x-7}}
Deze vergelijking lijkt onmogelijk op te lossen met de normale rekenregels, omdat 3 en 5 nooit hetzelfde grondtal kunnen zijn van dezelfde exponent. De logaritmen bieden een soort oplossing, die het probleem van ongelijke grondtallen kan omzeilen.
Neem van beide leden de logaritme:
{\displaystyle \log(3^{4x+5})=\log(5^{x-7})}
of
{\displaystyle (4x+5)\log 3=(x-7)\log 5}
Dit is een eenvoudige lineaire vergelijking 
{\displaystyle (4\log 3-\log 5)x+5\log 3+7\log 5=0}
met als oplossing:
{\displaystyle x={\frac {-7\log 5-5\log 3}{4\log 3-\log 5}}}